# Michal Mareš

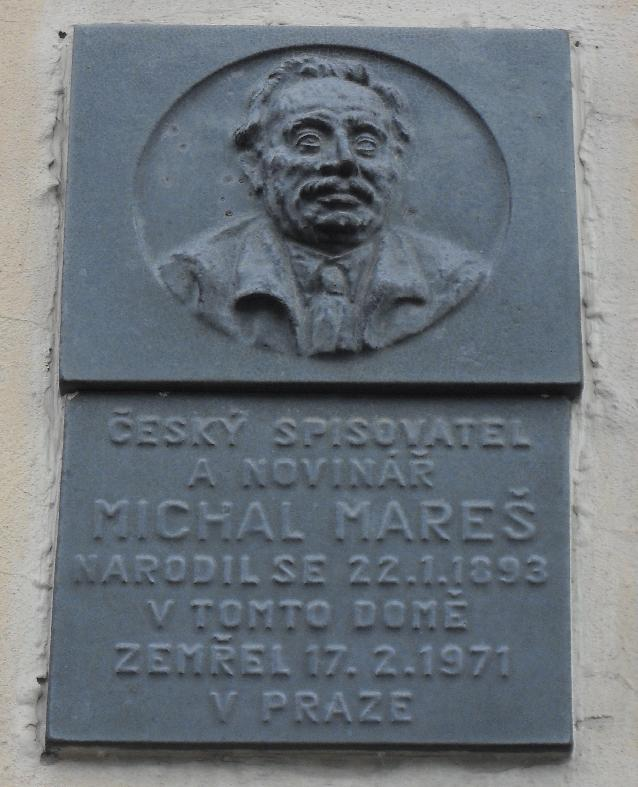
Michal Mareš Gedenktafel an seinem Geburtshaus in Teplitz.

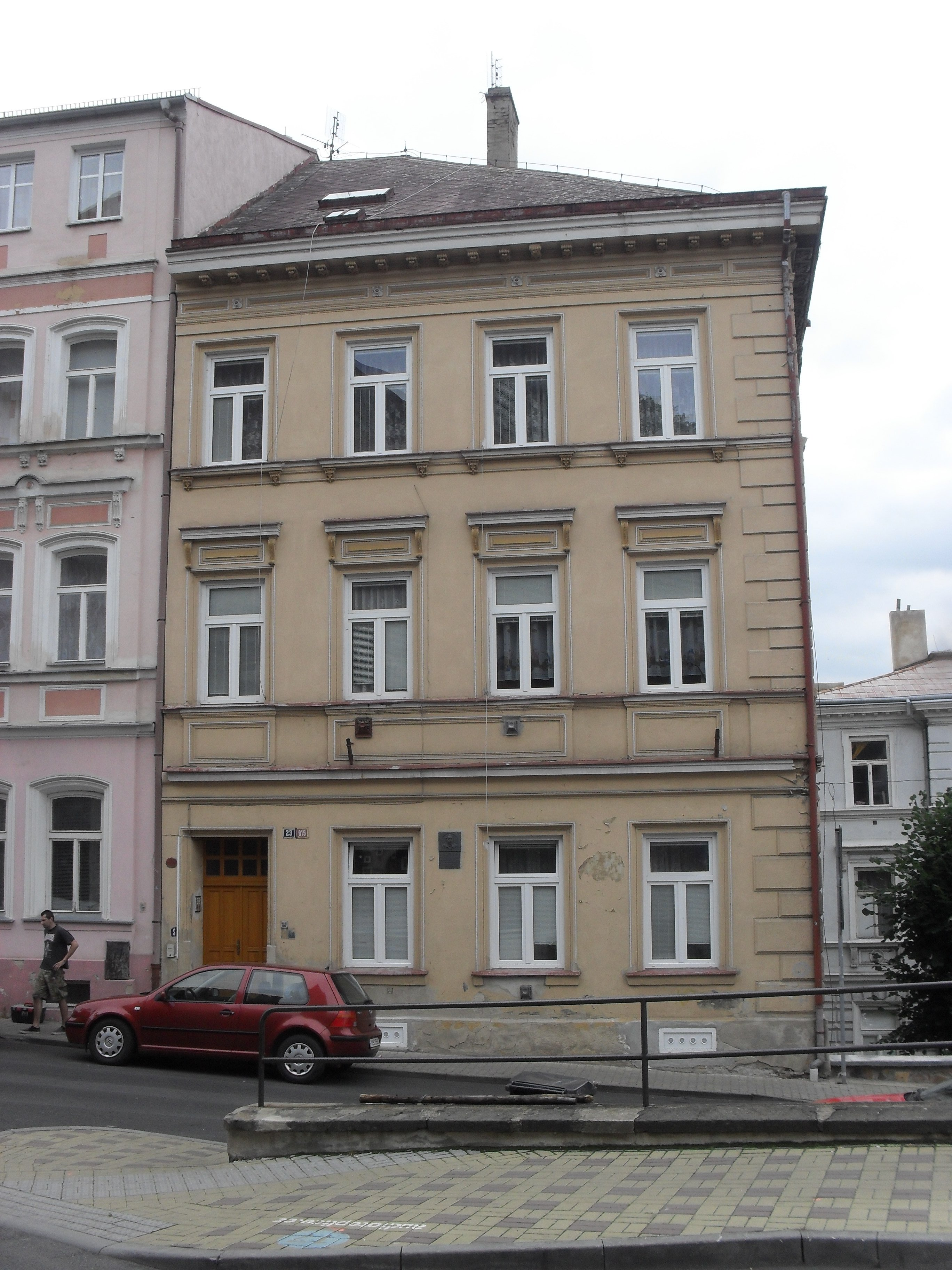
Geburtshaus in Teplitz.

Michal J. Mareš (* 22. Januar 1893 in Teplitz als Josef Maresch, seit 1955 offiziell Michal Mareš; † 17. Februar 1971 in Prag) war ein tschechischer Journalist, Lyriker und Feuilletonist.

## Leben
Mareš wurde 1893 in Teplitz als Sohn des Schlossergehilfen Josef Maresch (* 15. November 1867 in Maschau) und dessen Ehefrau Katharina Solnař geboren. Seit 1910 beteiligte er sich an der tschechischen Anarchistenbewegung. Später war er lange Mitglied der Redaktion des Prager Tagblatts. Er trat nach 1919 mit seinen Eltern aus der katholischen Kirche aus und erklärte sich konfessionslos.
Nach dem Zweiten Weltkrieg arbeitete er für die Zeitung Dnešek (»Heute«). Er war kurzzeitig Mitglied der Kommunistischen Partei (KSČ), fiel aber in Ungnade wegen kritischer Berichte über Korruption im Zusammenhang mit Vertreibungen und Umsiedlungen in den Grenzgebieten. Nach dem Putsch von 1948 wurde er zu sieben Jahren Haft und Verlust der bürgerlichen Rechte verurteilt. Erst zwanzig Jahre nach seinem Tod wurde er rehabilitiert. Mareš gilt als wichtiger Zeitzeuge und Kenner Franz Kafkas, Max Brods und Jaroslav Hašeks.

## Werke
- Disharmonie. Básně prosou a veršem. (Gedichte) Kr. Vyšehrad, o. J., Praha.
- Policejní šťára. (»Polizeirazzia«) Večernice, 1922, Prag.